# Леонова, Надежда Сергеевна
Наде́жда Серге́евна Лео́нова (9 августа 1929, Выгоничский район, Западная область, РСФСР, СССР — 16 сентября 2013, Кокино, Брянская область) — доярка Кокинского совхоза Брянской области, Герой Социалистического Труда (1971).

## Биография
Родилась 9 августа 1929 года. За самоотверженный труд в годы Великой Отечественной войны награждена медалью «За доблестный труд в Великой Отечественной войне 1941—1945 г.г.».
В 1961 году трудоустроилась дояркой на ферму Кокинского совхоза-техникума. Регулярно увеличивала надои молока от закрепленных за нею коров: с 3700 килограммов молока в 1966—1969 годах до 4176 килограммов в 1970 году. Перевыполнила план восьмой пятилетки. За высокие показатели в 1967 году награждена бронзовой медалью ВДНХ, а также медалью «За доблестный труд». Была депутатом областного совета.
Указом Президиума Верховного Совета СССР «за высокие показатели в труде в 1971 году» удостоена звания Героя Социалистического труда с вручением ордена Ленина и Золотой медали «Серп и молот».
В 1984 году достигла пенсионного возраста, но работала до 1996 года — уже не на ферме.
Скончалась 16 сентября 2013 года.